# متقلبة متبدلة
متقلبة متبدلة (الاسم العلمي:Proteus inconstans) هي نوع من البكتيريا تتبع جنس المتقلبة من الفصيلة المورغانيلية.